# Ganuenta
Ganuenta - proche de la ville actuelle de Colijnsplaat - est la capitale du peuple des Frisiavons aux confins nord de la Germanie inférieure.

## Topographie
Au temps des Romains, la ville de Ganuenta était située au nord du village actuel de Colijnsplaat, cet endroit est actuellement couvert par les eaux de l'Escaut oriental, appelé par les Romains l'Helinium.

## Toponymie
- inscription Ganuenta, Ganuentae
- indiquée dans Tabula Imperii Romani. M-31, 91-2[1]
- indiquée dans LAN I, 356[2].

Toponyme obscur: place / lieu près de / sur la bouche / estuaire: Ganuenta pourrait contenir une forme germanique d'un mot celtique  comme bouche, estuaire ; dès lors pourrait venir d'un vieux • Genu-venta: lieux près d'une bouche. 
- La situation réelle est en effet proche d'un estuaire, et dès lors la semantique est appropriée[5].

## Vicus Ganuenta
La capitale de la civitas frisavionum semblait avoir pour nom Ganuenta  ou Ganventa.
Il s'agissait d'un important centre commercial dans la région. À proximité il y avait un temple dédié à une ancienne déesse régionale Nehalennia. 
Un nombre important de pierres votives dédiées à Dea Nehalennia furent retrouvées lors des fouilles de 1970 à 1974. 
Il semble qu'aucune ne soit postérieure à 227, ce qui donnerait la date probable de la fin de l'occupation du site. Il semble que l'exploitation de la tourbe des vasières salées - pour extraire le sel - ait précipité l'envahissement des eaux, concomitamment avec la phase active de la mer la Duinkerke-2-transgression.[réf. nécessaire]
Une réplique de ce temple a officiellement été inauguré en août 2005.